# Paul Choi Duk-ki
Paul Choi Duk-ki (* 15. Januar 1948 in Pyeongtaek, Südkorea) ist ein südkoreanischer Geistlicher der Römisch-katholischen Kirche und Altbischof von Suwon.

## Leben
Paul Choi Duk-ki empfing am 10. Oktober 1975 die Priesterweihe und wurde in den Klerus des Bistums Suwon inkardiniert. Papst Johannes Paul II. ernannte ihn am 11. Januar 1996 zum Koadjutorbischof von Suwon.
Der Bischof von Suwon, Angelo Kim Nam-su, weihte ihn am 22. Februar desselben Jahres zum Bischof; Mitkonsekratoren waren Stephen Kardinal Kim Sou-hwan, Erzbischof von Seoul, und Victorinus Youn Kong-hi, Erzbischof von Gwangju.
Nach der Emeritierung Angelo Kim Nam-sus folgte er ihm am 4. Juni 1997 als Bischof von Suwon nach. Von seinem Amt trat er am 30. März 2009 zurück.